# Smitswinkelbaai
Smitswinkelbaai (Smitswinkel Bay en anglais) est un hameau de la péninsule du Cap en Afrique du Sud, située sur le côté ouest de False Bay, à proximité du Cap de Bonne Espérance.

## Étymologie
Smitswinkelbaai signifie la baie du magasin de Smith en afrikaans.

## Localisation

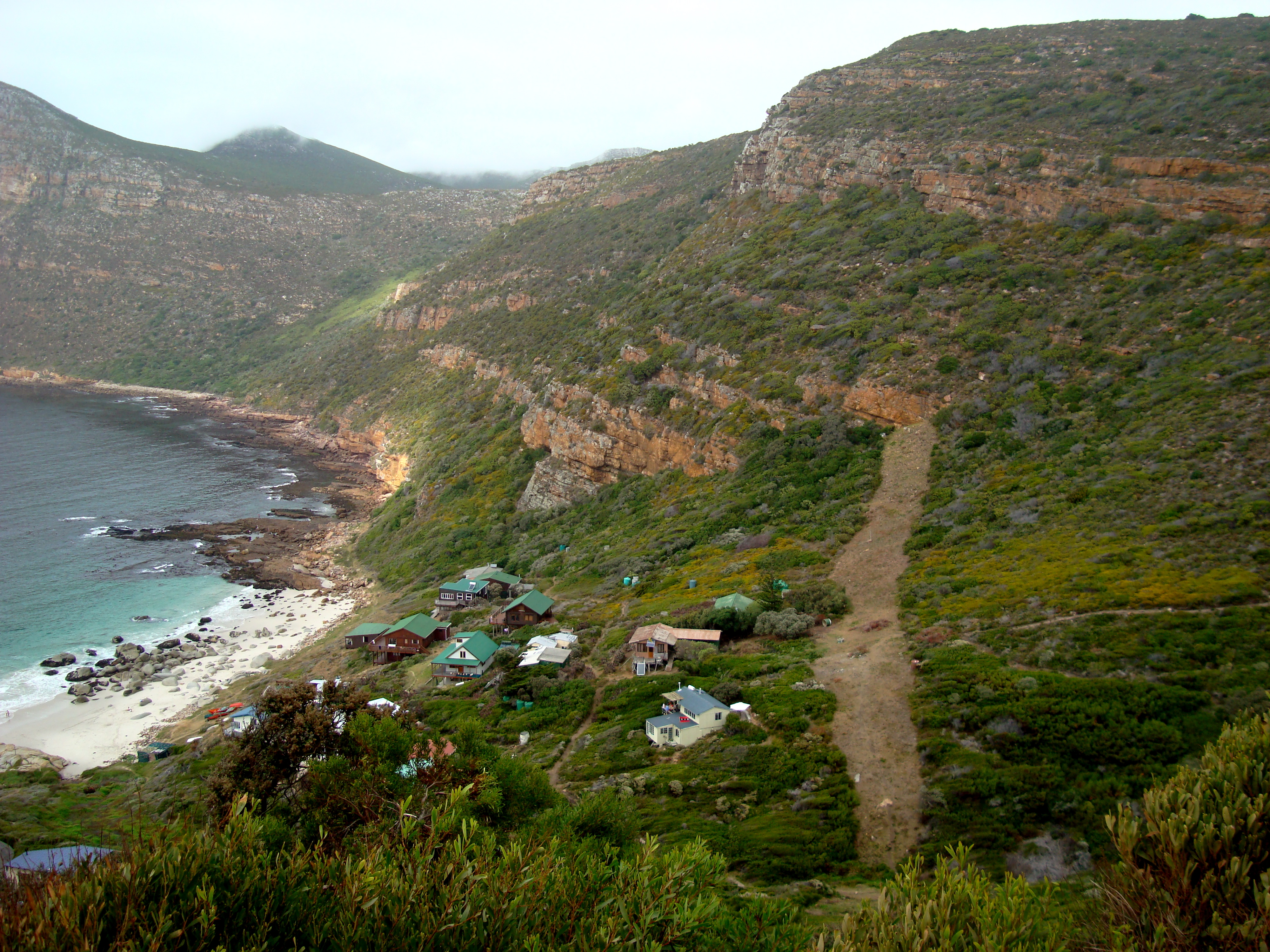
Smitswinkel Bay

Smitswinkelbaai est situé sur la route panoramique entre Simonstown et l'entrée de la Cape Point Nature Reserve où est situé le Cap de Bonne-Espérance.
Le hameau es réputé pour son isolation totale et sa difficulté d'accès.

## Démographie
Selon le recensement de 2011, Smitswinkelbaai compte 4 habitants de langues maternelles afrikaans et xhosa.

## Administration
Smitswinkelbaai est directement rattaché à la métropole du Cap.

## Politique
Smitswinkelbaai est située dans le 19e arrondissement (sub council 19) dans la circonscription municipale no 61 (Cape Farms-District H - Sud de Fish Hoek, Capri et d'Ocean View - Misty Cliffs - Scarborough - Smitswinkelbaai - quartiers sud-ouest de Simon's Town et de Glencairn - Castle Rock) dont le conseiller municipal est Simon Liell-Cock (DA).

## Tourisme
Dominé par Judas Peak, Smitswinkelbaai, difficile d'accès, ne comprend que quelques maisons, principalement des résidences secondaires. Comme il n'y a pas de routes menant au hameau, les voitures doivent être garées en amont sur la route M4. Les visiteurs atteignent ensuite Smitswinkelbaai au bout de 15 minutes de marche et de 120 m de pente.
Le hameau est également réputé pour sa petite plage, très isolée et sauvage. La baie est populaire pour ses sites de plongée, ses épaves et pour la pêche à la ligne.